# Teec Nos Pos, Arizona
Teec Nos Pos, Arizona (енгл. Teec Nos Pos) насељено је место без административног статуса у америчкој савезној држави Аризона.

## Демографија
По попису из 2010. године број становника је 730, што је 69 (-8,6%) становника мање него 2000. године.
| Група             | 2000.     | 2010.     |
| Белци             | 8 (1,0%)  | 6 (0,8%)  |
| Афроамериканци    | 0 (0,0%)  | 0 (0,0%)  |
| Азијати           | 0 (0,0%)  | 0 (0,0%)  |
| Хиспаноамериканци | 14 (1,8%) | 10 (1,4%) |
| Укупно            | 799       | 730       |